# (31254) Totucciogrisanti
(31254) 1998 DK23 est un astéroïde de la ceinture principale découvert en 1998.

## Description
(31254) 1998 DK23 a été découvert le 27 février 1998 à l'observatoire astronomique de Sormano à Sormano en Italie par Marco Cavagna et Paolo Chiavenna.

### Caractéristiques orbitales
L'orbite de cet astéroïde est caractérisée par un demi-grand axe de 2,75 ua, un périhélie de 2,18 ua, une excentricité de 0,21 et une inclinaison de 9,04° par rapport à l'écliptique. Du fait de ces caractéristiques, à savoir un demi-grand axe compris entre 2 et 3,2 ua et un périhélie supérieur à 1,666 ua, il est classé, selon la JPL Small-Body Database, comme objet de la ceinture principale.

### Caractéristiques physiques
(31254) 1998 DK23 a une magnitude absolue (H) de 13,3 et un albédo estimé à 0,196.